# Zaurbek Sidakov
Zaurbek Sidakov (født 14. marts 1996) er en russisk bryder, der konkurrerer i freestyle.
Han repræsenterede ROC ved sommer-OL 2020 i Tokyo, hvor han tog guld i 74 kg.